# Rinorea macrocarpa
Rinorea macrocarpa är en violväxtart som först beskrevs av C. Martius och August Wilhelm Eichler, och fick sitt nu gällande namn av Carl Ernst Otto Kuntze. Rinorea macrocarpa ingår i släktet Rinorea och familjen violväxter. Inga underarter finns listade i Catalogue of Life.